# TuRa Grönenberg Melle
TuRa Grönenberg Melle war ein deutscher Sportverein aus der niedersächsischen Stadt Melle im Landkreis Osnabrück. Die Fußballmannschaft des Vereins spielte in der Saison 1958/59 in der seinerzeit zweitklassigen Amateuroberliga Niedersachsen.

## Geschichte
Am 2. November 1887 wurde mit dem Turnverein Melle die Urzelle von TuRa Grönenberg Melle gegründet. Infolge der Reinlichen Scheidung spaltete sich die Fußballabteilung im Jahre 1924 unter dem Namen SV Melle ab. Im Jahre 1935 wurden die beiden Vereine zusammen mit dem Meller Turnerbund und den aufgelösten Arbeiterturnverein Einigkeit Melle und Deutsche Jugendkraft Melle zum VfL 1887 Melle auf Geheiß der örtlichen NSDAP-Führung zwangsvereinigt. Mit dem Ende des Zweiten Weltkriegs löste sich der VfL wieder auf. Als Nachfolger wurden am 17. Januar 1946 die Vereine TuS Grönenberg Melle und TuS Einigkeit Melle gegründet. Um Verwechselungen zu vermeiden, wurde bereits vier Tage später der TuS Grönenberg und TuRa Grönenberg umbenannt und fusionierte 1947 mit Blau-Weiß Melle. Mit Wirkung zum 1. Juli 2003 fusionierten TuRa Grönenberg und TuS Einigkeit Melle zum SC Melle 03. Zum Zeitpunkt der Fusion hatte der TuRa Grönenberg Melle etwa 4000 Mitglieder.

## Fußball

### Geschichte
Nach vielen Jahren in unterklassigen Ligen stiegen die Meller im Jahre 1955 in die drittklassige Amateurliga 2 auf und wechselten ein Jahr später in die neu geschaffene Amateurliga 8, der seinerzeit hinter der Oberliga Nord und Amateuroberliga Niedersachsen dritthöchsten Spielklasse. Im zweiten Jahr der Ligazugehörigkeit wurde der Tabellenzweite BV Quakenbrück mit sechs Punkten distanziert. In der folgenden Aufstiegsrunde setzten sich die Meller gemeinsam mit dem SSV Delmenhorst gegen den ESV Eintracht Cuxhaven und Frisia Wilhelmshaven durch und stiegen in das niedersächsische Oberhaus auf. Die Entscheidung fiel am letzten Spieltag durch einen 4:1-Heimsieg gegen den direkten Konkurrenten aus Cuxhaven.
In der Amateuroberliga West waren die TuRaner jedoch chancenlos und mussten als Tabellenletzter der Saison 1958/59 mit 16:44 Punkten gemeinsam mit dem Cuxhavener SV direkt wieder absteigen. Zurück in der Amateurliga wurden die Meller in der folgenden Saison 1959/60 in die Bezirksklasse durchgereicht. 1963 gelang der Wiederaufstieg in die Amateurliga, wo TuRa auf Anhieb Meister wurde. Es folgte die Aufstiegsrunde zur neu geschaffenen Landesliga Niedersachsen, wo die Meller jedoch ebenso wie Blau-Weiß Lohne und der Bremervörder SC an Frisia Wilhelmshaven scheiterte. Somit spielten die TuRaner in der Verbandsliga West weiter.
Dort kämpfte die Mannschaft zumeist gegen den Abstieg. 1966 gelang der Klassenerhalt erst nach einem 4:2-Sieg im Entscheidungsspiel gegen Rot-Weiß Damme. Ein Jahr später war erneut ein Entscheidungsspiel nötig. Der TV Bohmte wurde mit 2:0 besiegte und die Meller profitierten vom Aufstieg der Amateure des VfL Osnabrück. Im Jahre 1971 erreichte die Mannschaft das Endspiel um den Osnabrücker Bezirkspokal, unterlag jedoch dem VfL Rütenbrock mit 2:4. 1974 stiegen die TuRaner als abgeschlagener Tabellenletzter in die Bezirksliga ab. Tiefpunkt der Saison war eine 0:12-Niederlage beim TuS Lingen. Zwei Jahre später ging hinunter in die Bezirksklasse.
Im Jahre 1982 stiegen die Meller dann in die Kreisliga Osnabrück-Land ab, bevor zwei Jahre später der Wiederaufstieg gelang. 1987 stiegen die Turaner dank der besseren Tordifferenz gegenüber dem SV Bad Rothenfelde in die Bezirksliga auf, ehe drei Jahre später der Aufstieg in die Bezirksoberliga Weser-Ems gelang. Der Osnabrücker SV 16 wurde im Saisonverlauf mit 10:0 besiegt. 1991 gewann die Mannschaft von Trainer Lothar Gans durch einen 2:0-Sieg über den TSR Olympia Wilhelmshaven den Bezirkspokal Weser-Ems. 1996 und 1996 erreichten die Meller erneut das Bezirkspokalendspiel, die jedoch gegen die Amateure des VfL Osnabrück bzw. dem TuS Bersenbrück verloren wurden. Im Jahre 1999 gelang dann der Aufstieg in die Niedersachsenliga.
Doch der erneute Sprung in die höchste niedersächsische Spielklasse erwies sich abermals als zu groß und die Turaner mussten als Vorletzter gemeinsam mit Niedersachsen Döhren sofort wieder absteigen. Im Jahr der Fusion 2003 stieg die Mannschaft aufgrund der schlechteren Tordifferenz gegenüber Vorwärts Nordhorn aus der Landesliga Weser-Ems ab. Obwohl die Fusion mit dem TuS Einigkeit Melle bereits in Kraft war, musste TuRa die Saison 2003/04 noch unter dem alten Namen in der Bezirksliga spielen. Hintergrund war, dass die Meldefristen für die Saison 2003/04 an dem Tag, als beide Vereine die Fusion beschlossen haben, bereits verstrichen war. Die letzte Saison als TuRa Grönenberg Melle wurde als Siebter der Bezirksliga beendet.

### Erfolge
- Meister der Landesliga Weser-Ems: 1999
- Meister der Amateurliga 8: 1958, 1964
- Bezirkspokalsieger Weser-Ems: 1991

### Stadion
Der TuRa Grönenberg Melle trug seine Heimspiele auf dem Carl-Starcke-Platz aus. Dieser liegt im Sportzentrum am westlichen Stadtrand und bietet Platz für 4.000 Zuschauer. Gespielt wurde auf Naturrasen, wobei die Spielfläche von einer Leichtathletikanlage umgeben ist. Die Grundsteinlegung war im Jahre 1913. Sechs Jahre später erhielt der Platz seinen heutigen Namen zu Ehren des Fabrikanten Carl Starcke, der sich stark für das Gemeinwohl einsetzte. In früheren Zeiten wurde der Sportplatz auch als Reitplatz genutzt, wodurch es immer wieder zu Konflikten mit den Fußballern kam. 1970 erhielt der Sportplatz eine Flutlichtanlage. Im Jahre 2005 wurde der Nebenplatz mit einem Kunstrasen ausgestattet.

## Weitere Sportarten

### Handball
Die Handballmannschaft der Männer spielte seit den späten 1950er Jahren in der seinerzeit erstklassigen Oberliga Niedersachsen. Im Jahre 1965 stiegen die TuRa-Handballer aus dieser Spielklasse ab rutschten in untere Spielklassen hinab. Ab 1990 spielten die Handballer des Stadtrivalen TV Neuenkirchen in der viertklassigen Oberliga Nordsee. Vier Jahre später schlossen sich die Handballabteilungen beider Vereine zur Spielgemeinschaft zur HSG Grönegau-Melle zusammen. Die HSG Grönegau-Melle hielt sich bis 1997 in der Oberliga Nordsee. In der Saison 1995/96 nahm die HSG Grönegau-Melle am DHB-Pokal teil und verlor in der ersten Runde bei der HSG Barnstorf-Diepholz mit 18:24.

### Volleyball
Die Frauenmannschaft von TuRa Grönenberg Melle spielte in der Saison 1977/78 und 1982/83 in der 2. Bundesliga Nord. Beide Male musste die Mannschaft als Aufsteiger direkt wieder absteigen.

### Trampolinturnen
Die Trampolindamen von TuRa Grönenberg Melle wurden unter Trainer Uwe Ludwig zu einem in der Sportart führenden Vereine in Deutschland. Als größter Erfolg gewann Tina Ludwig in der Synchrondisziplin mit ihrer Partnerin Anna Dogonadze 1994 bei den Weltmeisterschaften die Goldmedaille. Daneben gewann sie verschiedene weitere Gold, Silber und Bronzemedaillen bei Welt- und Europameisterschaften.

## Persönlichkeiten
- Tom Bartels
- Matthias Billen
- Jörg Bode
- Karl-Heinz Diehl
- Lothar Gans
- Helmut Knobloch
- Heinz Leistner
- Tina Ludwig
- Gerrit Meinke
- Theo Persson
- Norbert Placke
- Horst Szymaniak